# Muraenichthys
Muraenichthys är ett släkte av fiskar. Muraenichthys ingår i familjen Ophichthidae.
Kladogram enligt Catalogue of Life:
| Muraenichthys | \| \| Muraenichthys elerae \| \| \| \| \| \| Muraenichthys gymnopterus \| \| \| \| \| \| Muraenichthys macrostomus \| \| \| \| \| \| Muraenichthys philippinensis \| \| \| \| \| \| Muraenichthys schultzei \| \| \| \| \| \| Muraenichthys sibogae \| \| \| \| \| \| Muraenichthys thompsoni \| \| \| \| |
|               | \| \| Muraenichthys elerae \| \| \| \| \| \| Muraenichthys gymnopterus \| \| \| \| \| \| Muraenichthys macrostomus \| \| \| \| \| \| Muraenichthys philippinensis \| \| \| \| \| \| Muraenichthys schultzei \| \| \| \| \| \| Muraenichthys sibogae \| \| \| \| \| \| Muraenichthys thompsoni \| \| \| \| |
|               | Muraenichthys elerae |
|               | |
|               | Muraenichthys gymnopterus |
|               | |
|               | Muraenichthys macrostomus |
|               | |
|               | Muraenichthys philippinensis |
|               | |
|               | Muraenichthys schultzei |
|               | |
|               | Muraenichthys sibogae |
|               | |
|               | Muraenichthys thompsoni |
|               | |